# Anandra albomarginata
Anandra albomarginata là một loài bọ cánh cứng trong họ Cerambycidae.